# Protaphorura pseudovanderdrifti
Protaphorura pseudovanderdrifti är en urinsektsart som först beskrevs av Hermann Gisin 1957.  Protaphorura pseudovanderdrifti ingår i släktet Protaphorura, och familjen blekhoppstjärtar. Arten är reproducerande i Sverige.